# Francis-Barnett
Francis & Barnett Limited fou una empresa anglesa fabricant de motocicletes fundada el 1919 per Gordon Inglesby Francis i Arthur Barnett amb seu a Lower Ford Street, Coventry. Els seus primers models es van conèixer popularment com a 'Franny B'. Tot i que les Francis-Barnett estaven pensades per als afeccionats al motociclisme, el seu ús com a mitjà de transport habitual era raonablement assequible per a tota mena de clients. La majoria de les motocicletes més lleugeres de la marca feien servir motors Villiers, posteriorment motors de dos temps i, més tard, motors d'Associated Motor Cycles (AMC). AMC va adquirir l'empresa el 1947 i el 1957 en va combinar els models amb els de James, dins el mateix grup. La combinació resultant va romandre en actiu fins al 1966.
Francis-Barnett va assolir un cert ressò durant la dècada del 1930 gràcies al model Cruiser 250 cc, caracteritzat pel seu motor carenat que protegia els usuaris de l'oli i la brutícia habituals. Fou un dels primers models de motocicleta a incloure aquesta solució.

## Història

### Els inicis

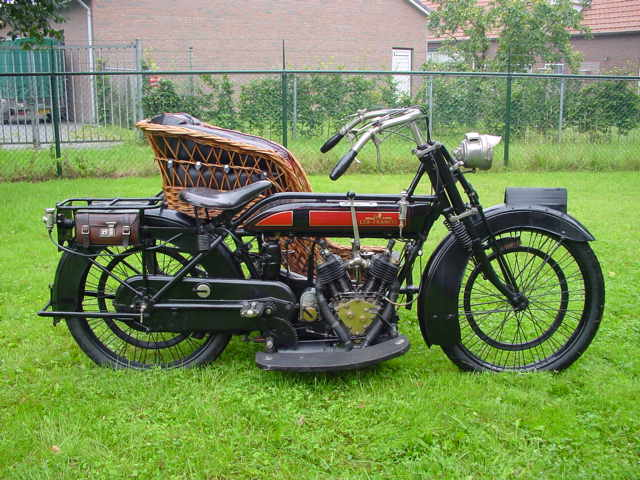
Una Lea Francis V-Twin 1 de 1914 amb sidecar

El 1895, Graham Francis i R.H. Lea van crear la seva empresa de bicicletes i motocicletes Lea-Francis. Vora vint-i-cinc anys més tard, Gordon, fill de Graham, es va associar amb el seu sogre Arthur Barnett per a crear Francis & Barnett Limited. Arthur Barnett ja produïa aleshores les motocicletes Invicta. Francis i Barnett, gendre i sogre, van muntar la fàbrica al carrer Lower Ford de Coventry, al mateix edifici on hi havia l'empresa Bayliss Thomas & Company Limited (fundada el 1874, aquesta empresa produïa les motos Excelsior -la primera moto anglesa fabricada- i es va reconstituir com a Excelsior Motor Cycle Company el 1909).
Al començament, les motos Francis-Barnett eren poc més que motocicletes Invicta amb la marca canviada. Durant la dècada del 1920, Francis-Barnett va realitzar treballs de xapa i premsats flexibles per a la indústria del motor que van tenir èxit. El 1947, Francis-Barnett va adquirir Clarendon Pressings and Welding Company Limited. El 1948, l'empresa va augmentar la producció i va fabricar carros industrials i peces premsades per a la indústria del motor.
La primera motocicleta creada per Francis-Barnett destacava pel seu dipòsit de combustible vermell i negre brillant i duia un motor JAP de 292 cc de vàlvula lateral amb canvi de dues velocitats, però els costos de producció van ser un dels primers problemes de la firma. Gordon Francis n'havia après força durant la seva etapa a l'exèrcit, quan havia vist motocicletes danyades al taller militar, i es va decidir per un bastidor de tubs rectes cargolats. Així solucionava el factor cost, tot evitant el problema de les freqüents fractures dels bastidors de les motocicletes en aquells anys. El seu xassís tubular constava de sis tubs rectes amb un parell d'ells disposats de manera singular: des de la boixa de la roda posterior fins al selló, d'una banda, i fins al reposapeus de l'altre, els tubs formaven un triangle, i sota el dipòsit tenien forma de triangle invertit. El dipòsit es mantenia fix mitjançant uns tubs de forma semblant. El xassís es podia cargolar amb eines bàsiques.
El 1923, Francis-Barnett va exposar una moto amb el seu característic xassís a l'Olympia Exhibition Centre de Londres. El pilot Tom Meeten hi va participar a Brooklands i als Sis Dies d'Escòcia de trial, i altres especialistes van pujar amb la moto a la muntanya Snowdon, a Gal·les: el 12 de juliol de 1928, John Moxon i Geoffrey Jones, amb sengles Villiers, i Eric Barnett (fill d'Arthur) amb la Francis-Barnett, van recórrer els 997 m que hi ha des de l'estació de Llanberis, al peu de la muntanya, fins al cim en 22 minuts. La Francis-Barnett Supersport de 172 cc i 2,75 CV va obtenir medalles d'or i argent als Sis Dies d'Escòcia de 1924.

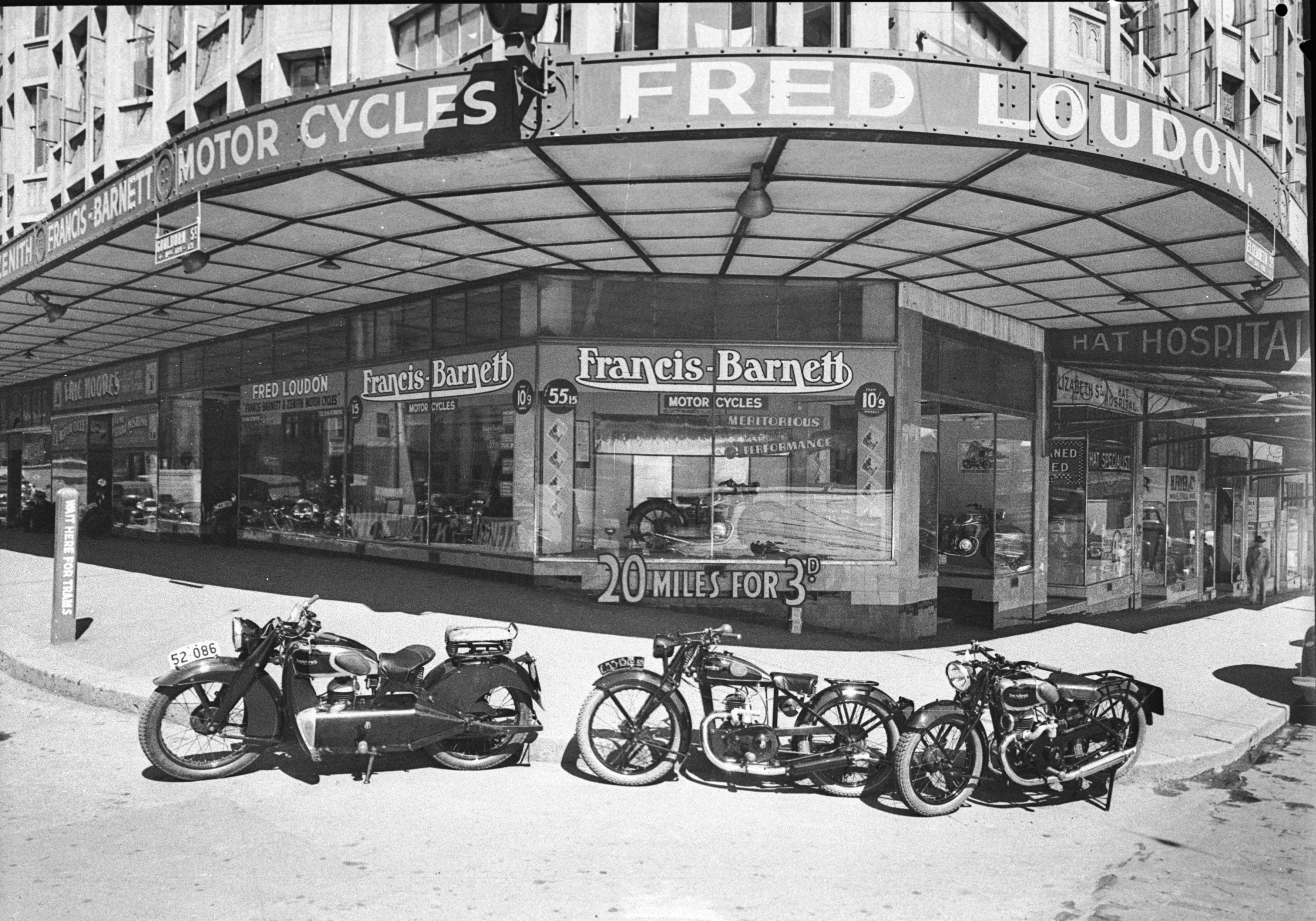
La botiga de Fred Loudon amb motos Francis-Barnett el 1938, a la cantonada dels carrers Elizabeth i Goulburn de Sidney, Austràlia

Seguint considerant els factors de cost i senzillesa, les rodes de la nova Francis-Barnett anaven en uns eixos que en permetien el fàcil desmuntatge. El motor de dos temps Villiers de 147 cc amb volant magneto era lleuger i duia una caixa de canvis Albion de dues velocitats, amb opció de tres velocitats que s'hi podia muntar fàcilment a un cost molt baix. El producte es venia amb garantia de per vida. L'empresa va produir també altres models de 250 i 350 cc, amb opció de sidecar. El 1928 va aparèixer el model Pullman, amb motor Villiers de dos temps vertical en línia de 344 cc. Del 1928 al 1930, les motos, anteriorment negres, es pintaren de color crema per tal de seguir la moda de l'època; el 1931 van tornar al color negre i el 1947 van tornar a canviar de color, ara Arden Green.

### Segona Guerra Mundial
Arthur Barnett es va morir a 74 anys el 1937 i el seu fill, Eric, va assumir el càrrec del seu pare a la companyia com a director de vendes. Eric Barnett es va morir el 1963 en ser atropellat per un camió que no va poder frenar. A partir de 1938 es van produir els nous models Powerbike de 98 cc i Snipe de 125 cc. Tots dos es van destinar a ús militar després de l'esclat de la Segona Guerra Mundial. Durant els atacs aeris sobre Coventry el 1940, la fàbrica de Francis-Barnett va ser completament destruïda. La companyia va continuar fabricant peces durant la guerra en un altre lloc. No va ser fins al 1945 que es va reprendre la producció a Lower Ford Street, amb la Powerbike de 98 cc i després la Merlin de 125 cc. Altres models posteriors van ser les Plover, Falcon i Kestrel.

### Postguerra
Francis-Barnett es va fusionar amb Associated Motor Cycles el 1947. En aquell moment, Francis-Barnett va recuperar el nom de l'antic model Cruiser amb la Light Cruiser, equipada amb un motor AMC de 171 cc. Els models Plover, Falcon i Cruiser van tenir un èxit continuat fins a la dècada del 1950 com a bones motos lleugeres, ara de color "Arden Green" en comptes del negre anterior. Les motos de James, dins el mateix grup AMC, eren de color granat.

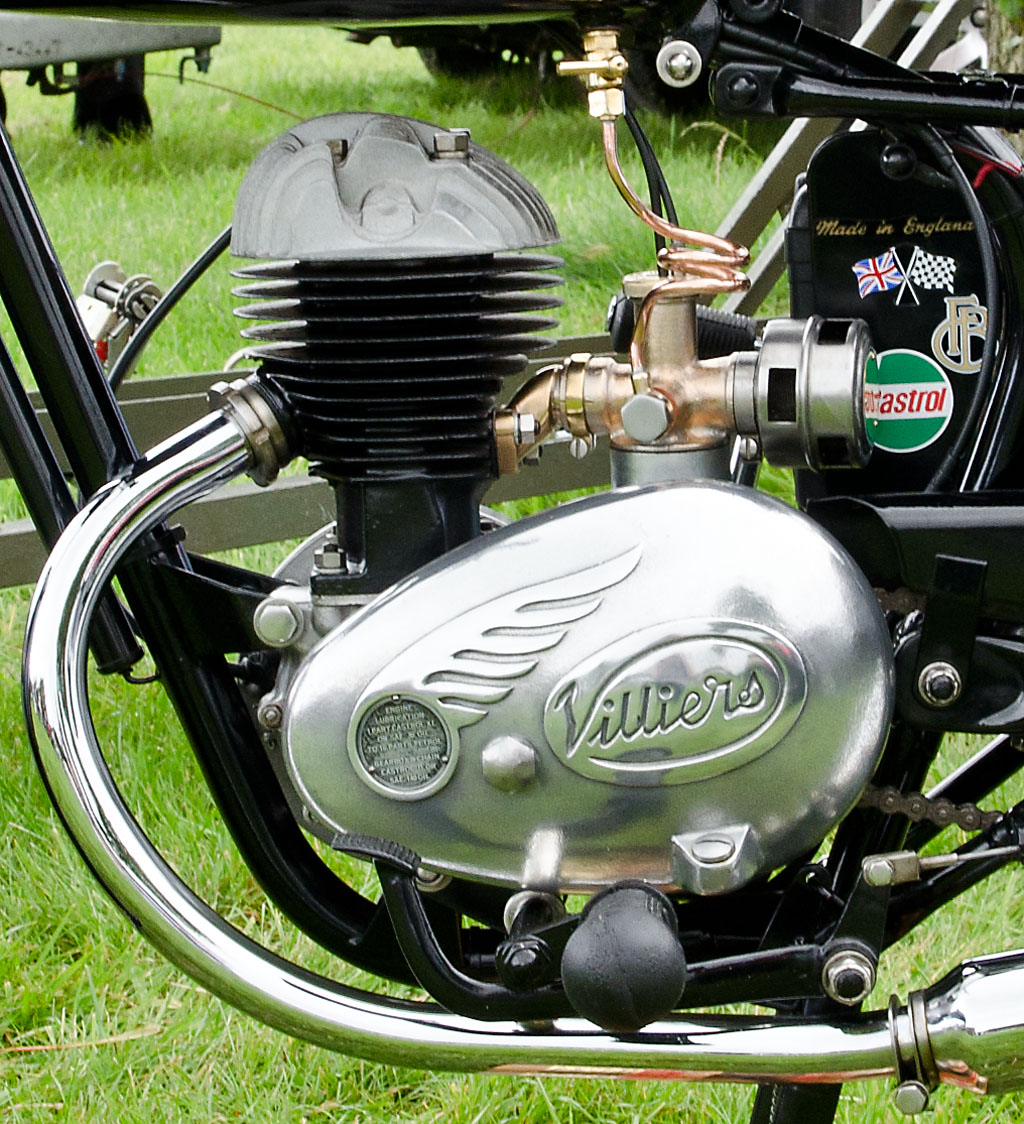
Motor Villiers 10D de 122 cc (1949), muntat en una Francis-Barnett

AMC va considerar que la Villiers de Wolverhampton tenia uns mètodes empresarials abusius i va encarregar a l'enginyer italià Vincenzo Piatti que dissenyés un nou motor per a substituir el de Villiers. Els nous models de l'empresa van fer servir des d'aleshores el motor de Piatti. La iniciativa, però, no va funcionar a causa del cost i la poca fiabilitat del nou motor, de manera que AMC va tornar als anteriors motors Villiers. Més tard es va presentar la Falcon 87, amb motor AMC monocilíndric de dos temps i 199 cc, un model que va romandre en producció fins al 1966. Aquell mateix any es va llançar la Cruiser 84, amb la roda posterior completament carenada i protectors de cames com a equipament de sèrie (la primera Cruiser s'havia fabricat el 1932 i era una moto tranquil·la, per a conductors que cerquessin la comoditat, ja que en anar carenada no calia dur roba especial a prova d'humitat). El motor duia també protecció per a les cames i parafang. S'exhibeix una Cruiser actualment al National Motor Museum de Beaulieu (Hampshire).

### El motor Piatti
En un intent d'alliberar-se del subministrament de motors del monopoli de Villiers, AMC va encarregar al dissenyador italià Vincenzo Piatti el disseny de motors de dos temps nous. Piatti ja era conegut per la direcció d'AMC a través del seu innovador, tot i que força lleig, escúter Piatti. El projecte, però, va ser un embolic de cap a peus. Per començar, el disseny de Piatti, condicionat per les exigències d'AMC de reducció de costos -sacrificant la qualitat-, era molt conservador. En segon lloc, AMC el va fabricar malament i aviat va guanyar una forta reputació d'ineficiència.

### Declivi i final
A començaments de la dècada del 1960, els canvis al mercat van provocar que el 1962 es traslladés la producció de Francis-Barnett a Greet, Birmingham, per tal unir-la a la de James. La fàbrica de Lower Ford a Coventry es va tancar i alguns membres del personal es van re-assignar a James. Les motocicletes James i Francis-Barnett van esdevenir pràcticament les mateixes, llevat dels canvis cosmètics de colors i marques. La Fulmar de 1962, de nou disseny, fou el darrer model nou de l'empresa. Tenia un bastidor vertebral, carrosseria d'acer premsat, forquilles de tipus "link fork" i motor AMC de 149 cc. La producció de motocicletes Francis-Barnett va continuar fins al 4 d'agost de 1966, quan el grup AMC va ser assumit per Manganese Bronze. Tant Francis-Barnett com James van deixar d'existir des de l'octubre d'aquell mateix any.

Motocicletes Francis-Barnett
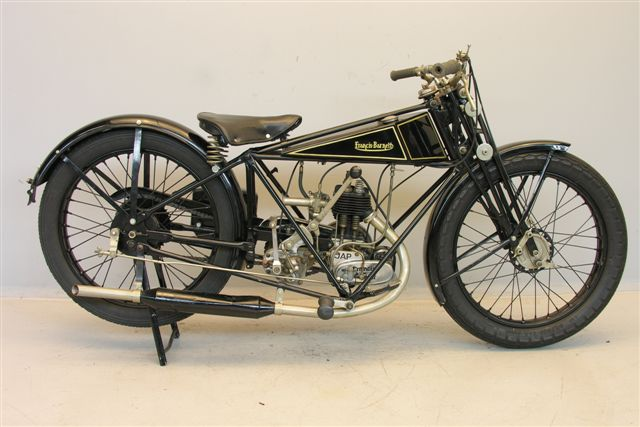
Francis-Barnett 175 cc amb motor JAP de vàlvules laterals (1926)
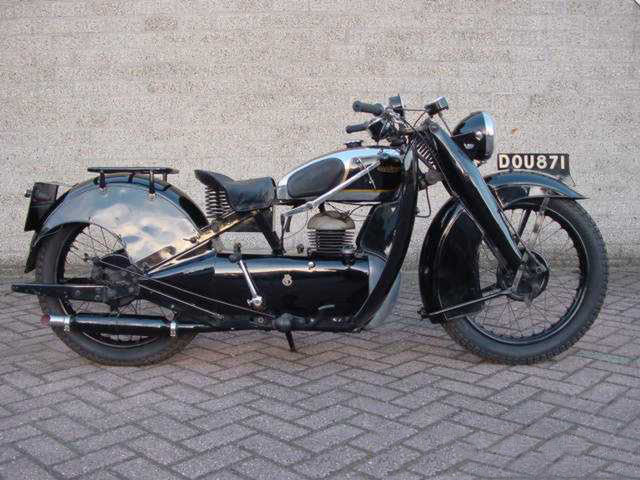
Francis-Barnett K 39 "Cruiser"
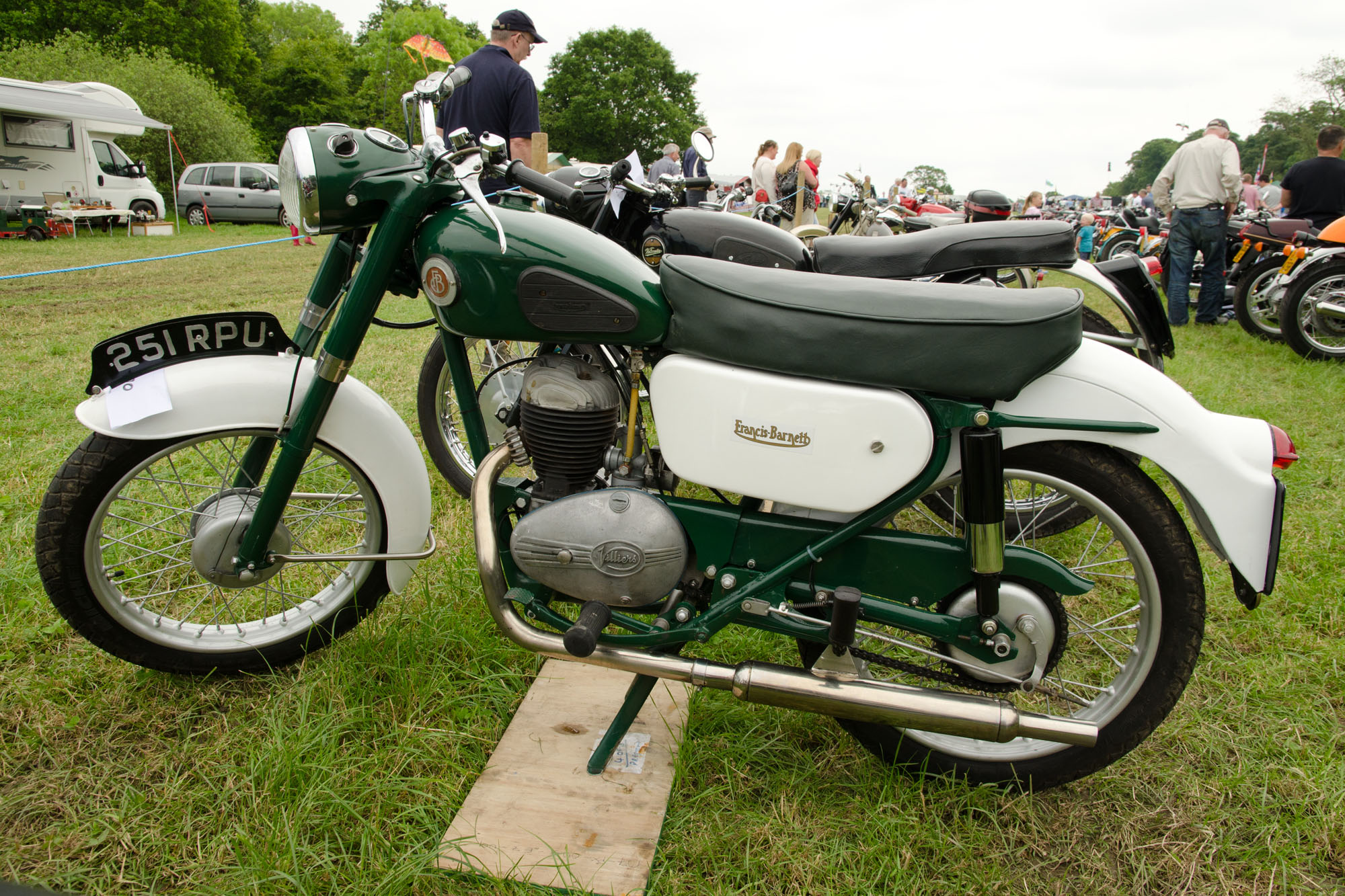
Francis-Barnett "Falcon" Model 81 de 200 cc (1959)
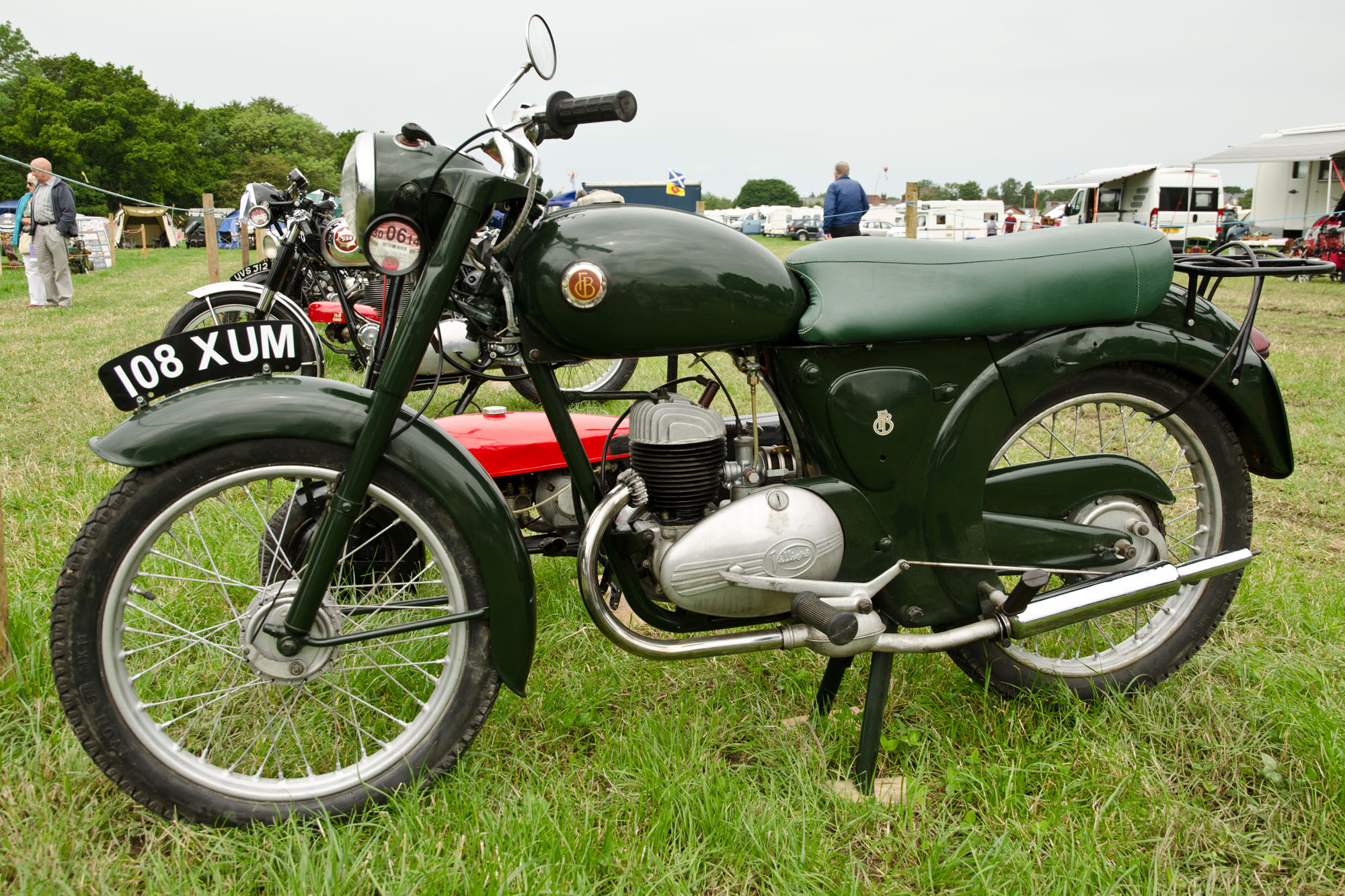
Francis-Barnett "Plover" de 150 cc (1959)
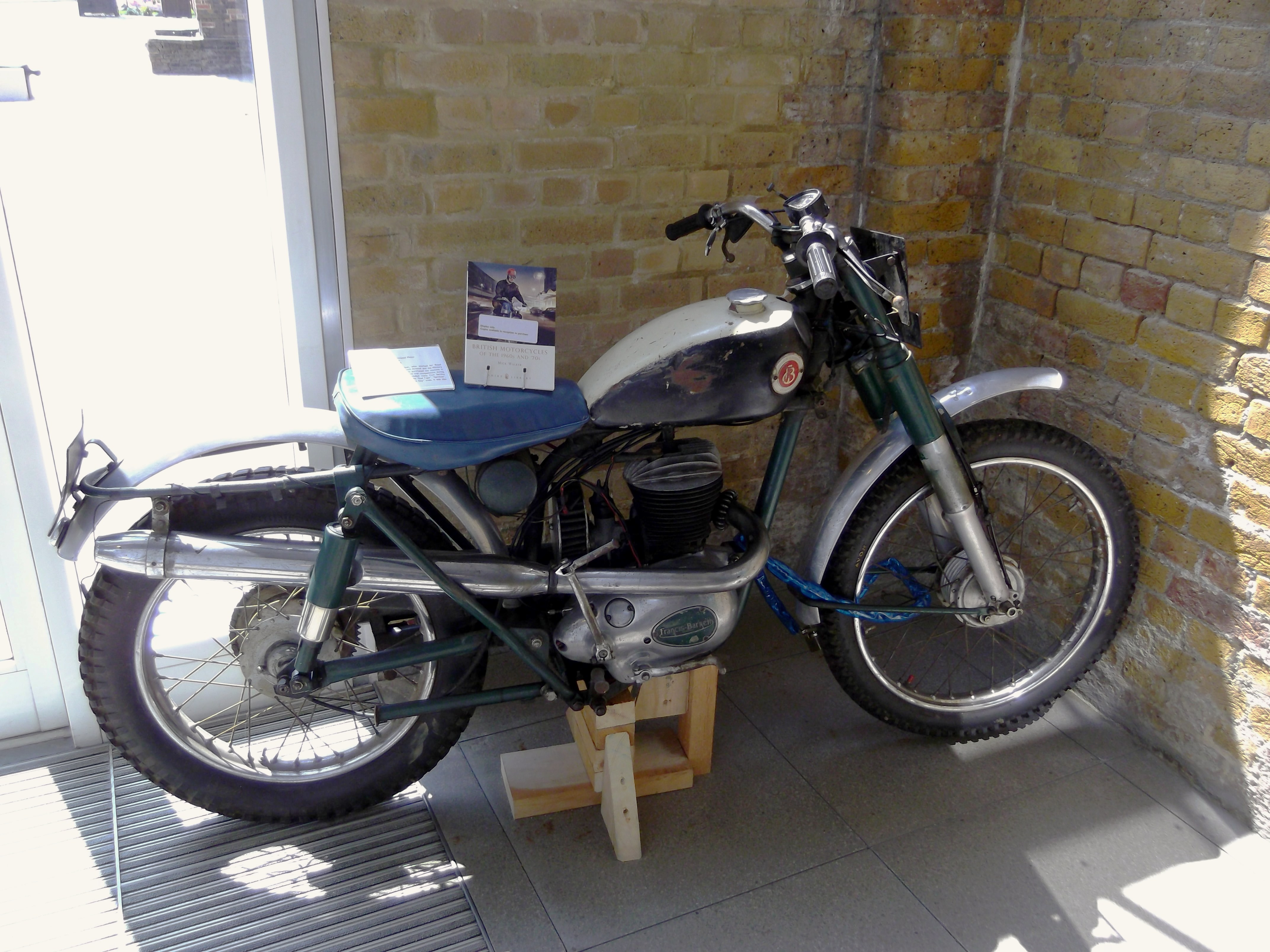
Francis-Barnett de trial dels anys 60
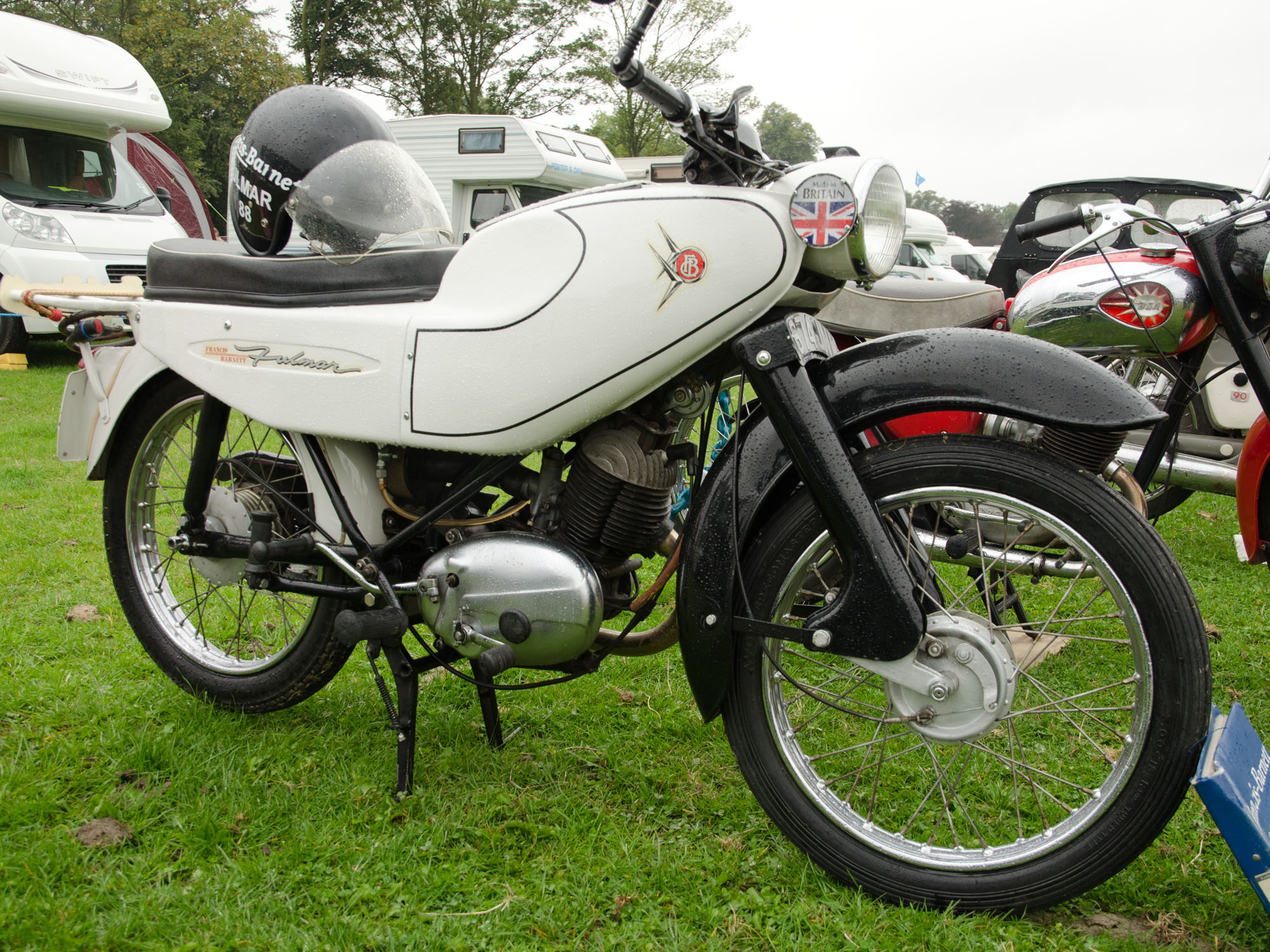
Francis-Barnett "Fulmar" 88 (1964)

## Ressorgiment el 2015

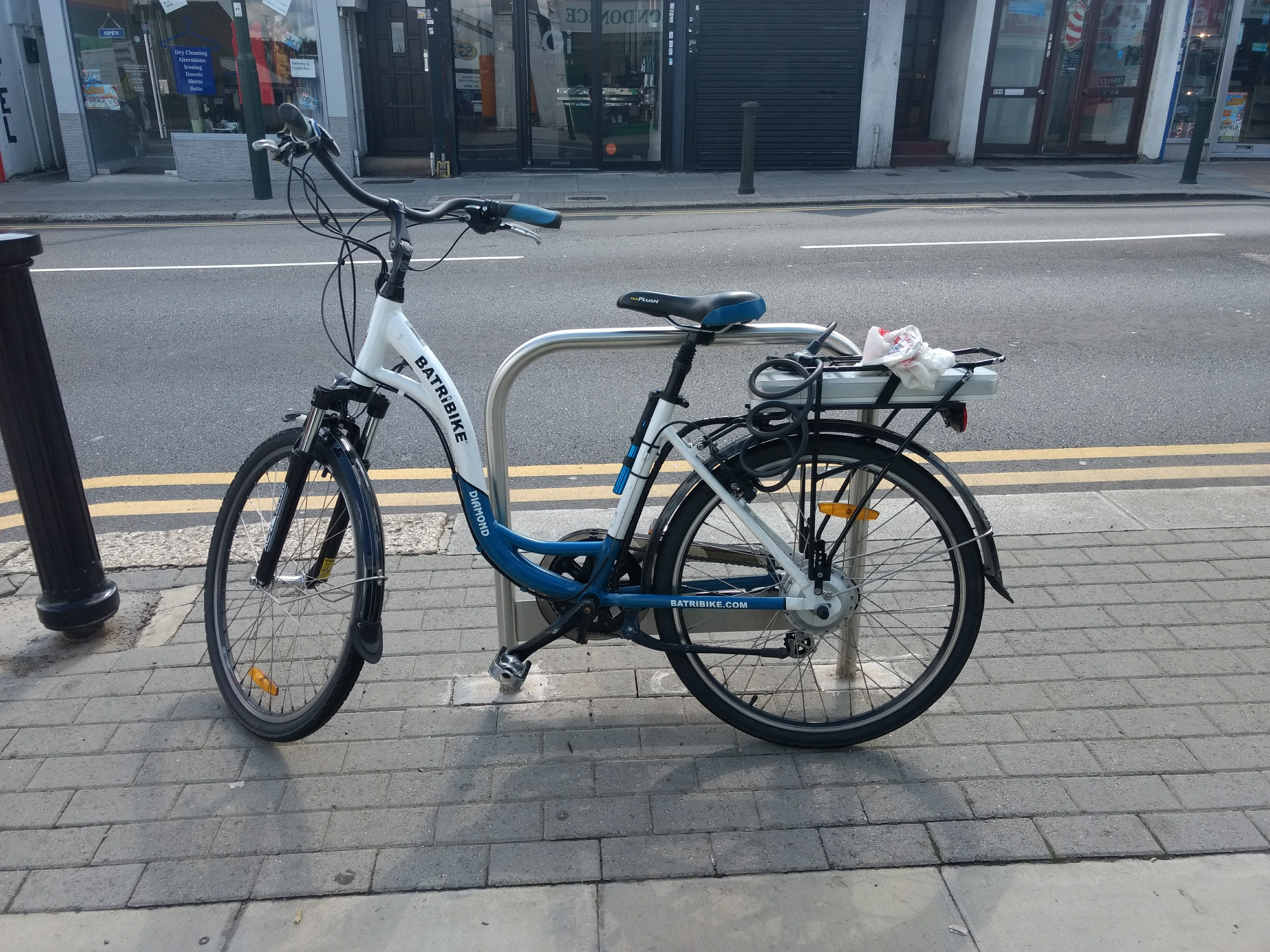
La nova pedelec "Batribike Diamond" el 2017

Des del 2015, la nova empresa Francis-Barnett Coventry produeix motocicletes i bicicletes del tipus pedelec sota la marca Francis-Barnett a poques milles de Coventry, a la vila de Kenilworth. Els models produïts s'anomenen Batribike, Francis, Falcon 4-stroke, Merlin, Kestrel, E-Dirt Bike i Oset.